# Grenade-sur-l’Adour
Grenade-sur-l’Adour – miejscowość i gmina we Francji, w regionie Nowa Akwitania, w departamencie Landy.
Według danych na rok 1990 gminę zamieszkiwało 2187 osób, a gęstość zaludnienia wynosiła 111 osób/km² (wśród 2290 gmin Akwitanii Grenade-sur-l’Adour plasuje się na 196. miejscu pod względem liczby ludności, natomiast pod względem powierzchni na miejscu 540.).